# 소닉 더 헤지혹 살인 사건
소닉 더 헤지혹 살인 사건(The Murder of Sonic the Hedgehog)은 세가 소셜 팀(Sega Social Team)이 개발하고 세가가 스팀 (서비스)을 통해 macOS 및 마이크로소프트 윈도우용으로 출시한 2023년 포인트 앤 클릭 비주얼 노벨 비디오 게임이다. 플레이어는 에이미 로즈(Amy Rose)의 생일에 소닉의 명백한 살인 사건을 조사하기 위해 다양한 소닉 더 헤지혹 캐릭터와 대화한다. 이 게임은 2023년 3월 31일 만우절에 맞춰 프리웨어로 출시되어 호평을 받았다.